# Riedlinger Alb
Die Riedlinger Alb ist ein vom Landratsamt Saulgau am 25. Februar 1963 durch Verordnung ausgewiesenes Landschaftsschutzgebiet auf dem Gebiet der Gemeinden Zwiefalten und Pfronstetten (heute beide im Landkreis Reutlingen) sowie Altheim, Riedlingen und Langenenslingen (alle drei heute im Landkreis Biberach).

## Lage
Das etwa 8336 Hektar große Landschaftsschutzgebiet liegt im Südosten der Schwäbischen Alb oberhalb des Donautals. Es umfasst die Gemarkungen Ittenhausen, Dürrenwaldstetten, Emerfeld, Friedingen, Egelfingen (alle zu Langenenslingen), Upflamör (zu Zwiefalten), Mörsingen und Pflummern (zu Riedlingen) – wobei die Ortslagen ausgenommen sind – sowie Teile der Gemarkungen Grüningen, Riedlingen, Altheim und Andelfingen. Es gehört zu den Naturräumen Mittlere Flächenalb.

## Landschaftscharakter
Das Landschaftsschutzgebiet umfasst einen charakteristischen Landschaftsausschnitt der Flächenalb, die durch eine kleinräumig strukturierte Kulturlandschaft mit Waldstücken, Wiesen, Äckern und Weiden geprägt ist. Kennzeichnende Landschaftselemente sind Feldhecken, Trockentäler und Bergkuppen, Wacholderheiden und Magerrasen.

## Zusammenhängende Schutzgebiete
In das Landschaftsschutzgebiet sind die Naturschutzgebiete Warmtal, Tannenhalde, Heusteige und Kirchhalde eingebettet. Das Landschaftsschutzgebiet Tobeltalgrenzt im Norden unmittelbar an.
Das Landschaftsschutzgebiet überschneidet sich in Teilen mit dem FFH-Gebiet Glastal, Großer Buchwald und Tautschbuch und im Norden mit dem Vogelschutzgebiet Täler der Mittleren Flächenalb. Auf Zwiefaltener Gebiet überschneidet sich das Landschaftsschutzgebiet kleinräumig mit dem Biosphärengebiet Schwäbische Alb.